# Liste der Monuments historiques in Saint-Alban (Côtes-d’Armor)
Die Liste der Monuments historiques in Saint-Alban (Côtes-d’Armor) führt die Monuments historiques in der französischen Gemeinde Saint-Alban auf.

## Liste der Bauwerke
| Bezeichnung                  | Beschreibung              | Standort | Kennzeichnung | Schutzstatus | Datum | Bild           |
| ---------------------------- | ------------------------- | -------- | ------------- | ------------ | ----- | -------------- |
| Kapelle St-Jacques-le-Majeur | Erbaut im 14. Jahrhundert | (Lage)   | PA00089579    | Classé       | 1912  | weitere Bilder |

## Liste der Objekte

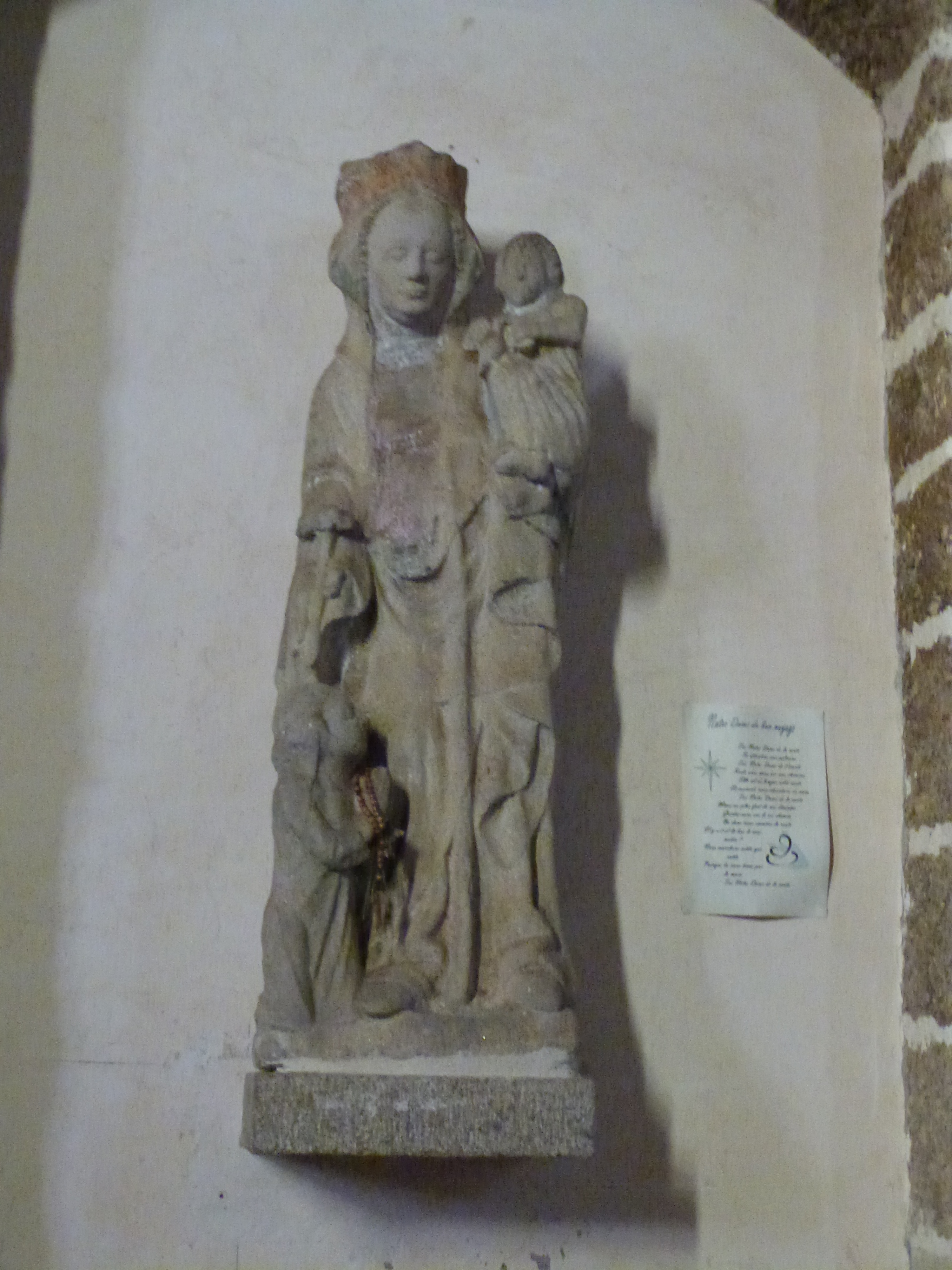
Skulptur Madonna und Kind (14. Jahrhundert) in der Kapelle St-Jacques-le-Majeur

- Monuments historiques (Objekte) in Saint-Alban (Côtes-d’Armor) in der Base Palissy des französischen Kultusministeriums